# یواس‌اس مونوکاسی (پی‌جی-۲۰)
یواس‌اس مونوکاسی (پی‌جی-۲۰) (به انگلیسی: USS Monocacy (PG-20)) یک کشتی بود که طول آن ۱۶۵ فوت ۶ اینچ (۵۰٫۴۴ متر) بود. این کشتی در سال ۱۹۱۴ ساخته شد.